# Jim Matthews

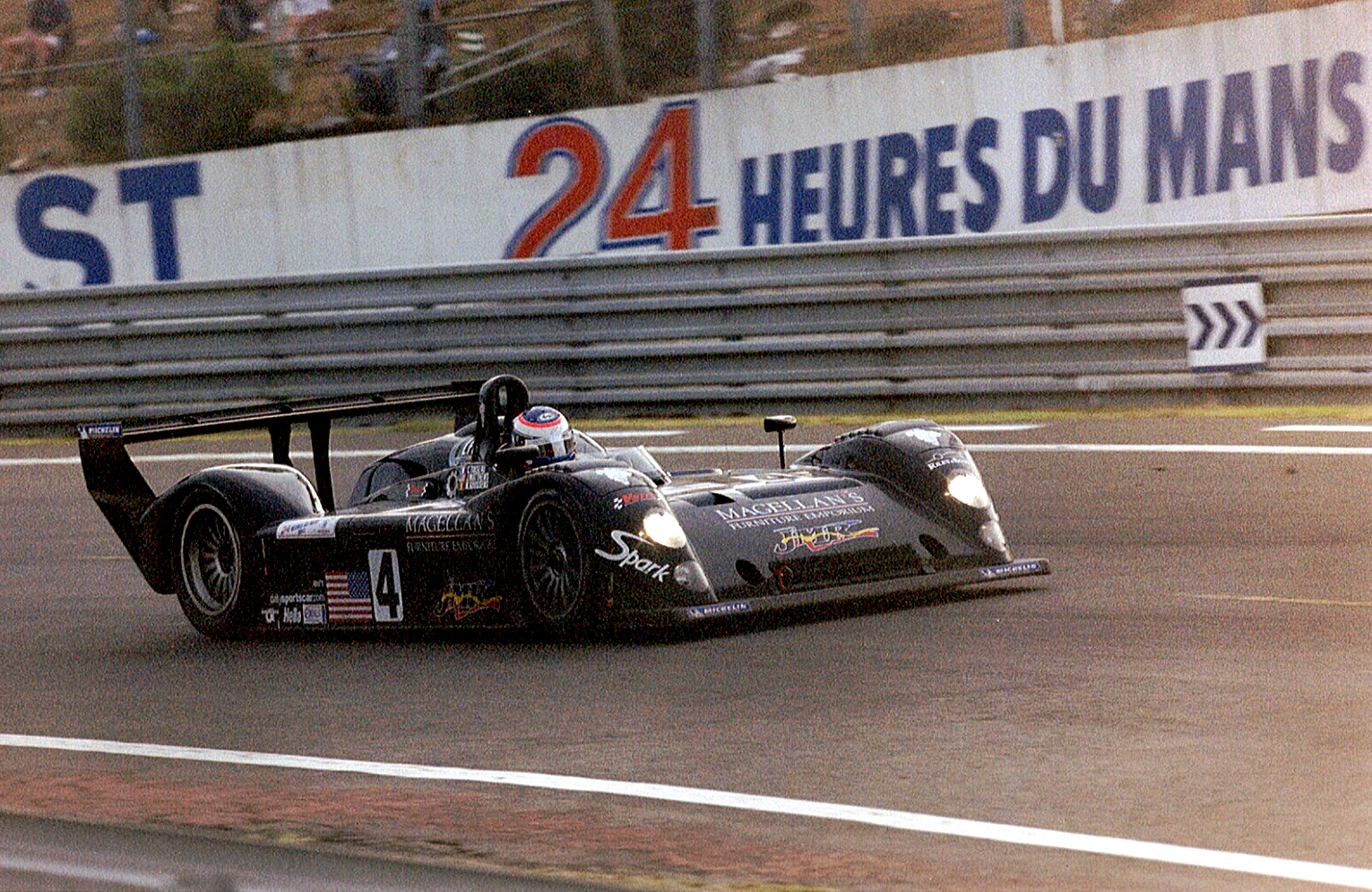
Der Riley & Scott Mk IIIC von Marc Goossens, Christophe Tinseau und Jim Matthews beim 24-Stunden-Rennen von Le Mans 2003

Jim Matthews (* 19. März 1961 in Durham) ist ein ehemaliger US-amerikanischer Autorennfahrer und Rennstallbesitzer.

## Karriere als Rennfahrer
Jim Matthews begann seine Karriere Mitte der 1990er-Jahre im US-amerikanischen Sportwagensport. Seinen ersten internationalen Einsatz hatte er beim 24-Stunden-Rennen von Daytona 1995. Der Einsatz endete mit einem Ausfall. 1997 wurde er Vollzeit-Rennfahrer und stieg mit dem eigenen Rennteam Jim Matthews Racing in die IMSA-GT-Serie ein. Einsatzfahrzeug war ein Porsche 993 und die beste Platzierung der sechste Rang beim 1:45-Stunden-Rennen von Lima Rock. Teamkollege war David Murry, mit dem er alle Saisonrennen bestritt. Nach einem weiteren Jahr in der Rennserie, diesmal auf einem Riley & Scott Mk III, wechselte Matthews 1999 mit einem Ferrari 333SP in die American Le Mans Series.
Für die Saison 2000 schloss Matthews eine Kooperation mit dem schwedischen Rennfahrer Stefan Johansson. Das Team ging in diesem Jahr unter der Bezeichnung Johansson-Matthews Racing an den Start. 2000 gab er sein Fahrerdebüt beim 24-Stunden-Rennen von Le Mans, wo er insgesamt fünfmal am Start war. Bei allen fünf Einsätzen konnte er sich nie im Schlussklassement platzieren. Besser ist die Erfolgsbilanz beim 12-Stunden-Rennen von Sebring. 2002 wurde er gemeinsam mit Guy Smith und Marc Goossens Gesamtdritter auf einem Riley & Scott Mk IIIC. Bis zum Ende seiner Fahrerkarriere 2010 bestritt er 96 Sportwagenrennen und feierte dabei zwei Gesamt- und zwei Klassensiege.

## Statistik

### Le-Mans-Ergebnisse
| Jahr | Team                      | Fahrzeug              | Teamkollege      | Teamkollege           | Platzierung | Ausfallgrund |
| ---- | ------------------------- | --------------------- | ---------------- | --------------------- | ----------- | ------------ |
| 2000 | Johansson-Matthews Racing | Reynard 2KQ           | Stefan Johansson | Guy Smith             | Ausfall     | Motorschaden |
| 2002 | Riley & Scott Racing      | Riley & Scott Mk IIIC | Marc Goossens    | Didier Theys          | Ausfall     | Motorschaden |
| 2003 | Riley & Scott Racing      | Riley & Scott Mk IIIC | Marc Goossens    | Christophe Tinseau    | Ausfall     | Motorschaden |
| 2004 | PK Sport Ltd.             | Porsche 911 GT3-RS    | David Warnock    | Paul Daniels          | Ausfall     | Elektrik     |
| 2005 | JMB Racing                | Ferrari 575 GTC       | Stéphane Daoudi  | Jean-René de Fournoux | Ausfall     | Motorschaden |

### Sebring-Ergebnisse
| Jahr | Team                              | Fahrzeug              | Teamkollege   | Teamkollege      | Teamkollege   | Teamkollege | Platzierung | Ausfallgrund     |
| ---- | --------------------------------- | --------------------- | ------------- | ---------------- | ------------- | ----------- | ----------- | ---------------- |
| 1995 | Pro Technik Racing                | Porsche 911           | Sam Shalala   | Doug Frazier     | Dan Pastorini |             | Ausfall     | Motorschaden     |
| 1996 | Pro Technik Racing                | Porsche 911           | Sam Shalala   | Mark Hillestad   | Matt Turner   | Walt Bohren | Rang 32     |                  |
| 1997 | Jim Mathews Racing                | Porsche 911           | David Murry   | Hurley Haywood   |               |             | Rang 17     |                  |
| 1998 | Matthews-Colucci Racing           | Riley & Scott Mk III  | David Murry   | Hurley Haywood   | Derek Bell    |             | Ausfall     | Motorschaden     |
| 1999 | Doran Enterprises                 | Ferrari 333SP         | Tommy Kendall | Mark Dismore     |               |             | Ausfall     | Getriebeschaden  |
| 2000 | Johansson Matthews Racing         | Reynard 2KQ           | Guy Smith     | Stefan Johansson |               |             | Ausfall     | Motorschaden     |
| 2002 | Riley & Scott Racing              | Riley & Scott Mk IIIC | Guy Smith     | Marc Goossens    |               |             | Rang 3      |                  |
| 2003 | Jim Matthews Racing               | Riley & Scott Mk IIIC | Jan Magnussen | Marc Goossens    |               |             | Ausfall     | Aufhängung       |
| 2004 | New Century Mortgage Racers Group | Porsche 911 GT3-RSR   | Marc Bunting  | Pierre Ehret     |               |             | Ausfall     | Unfall           |
| 2006 | J3 Racing                         | Porsche 996 GT3-RS    | Wolf Henzler  | Tim Sugden       |               |             | Ausfall     | Kraftübertragung |